# فیلمون ولا

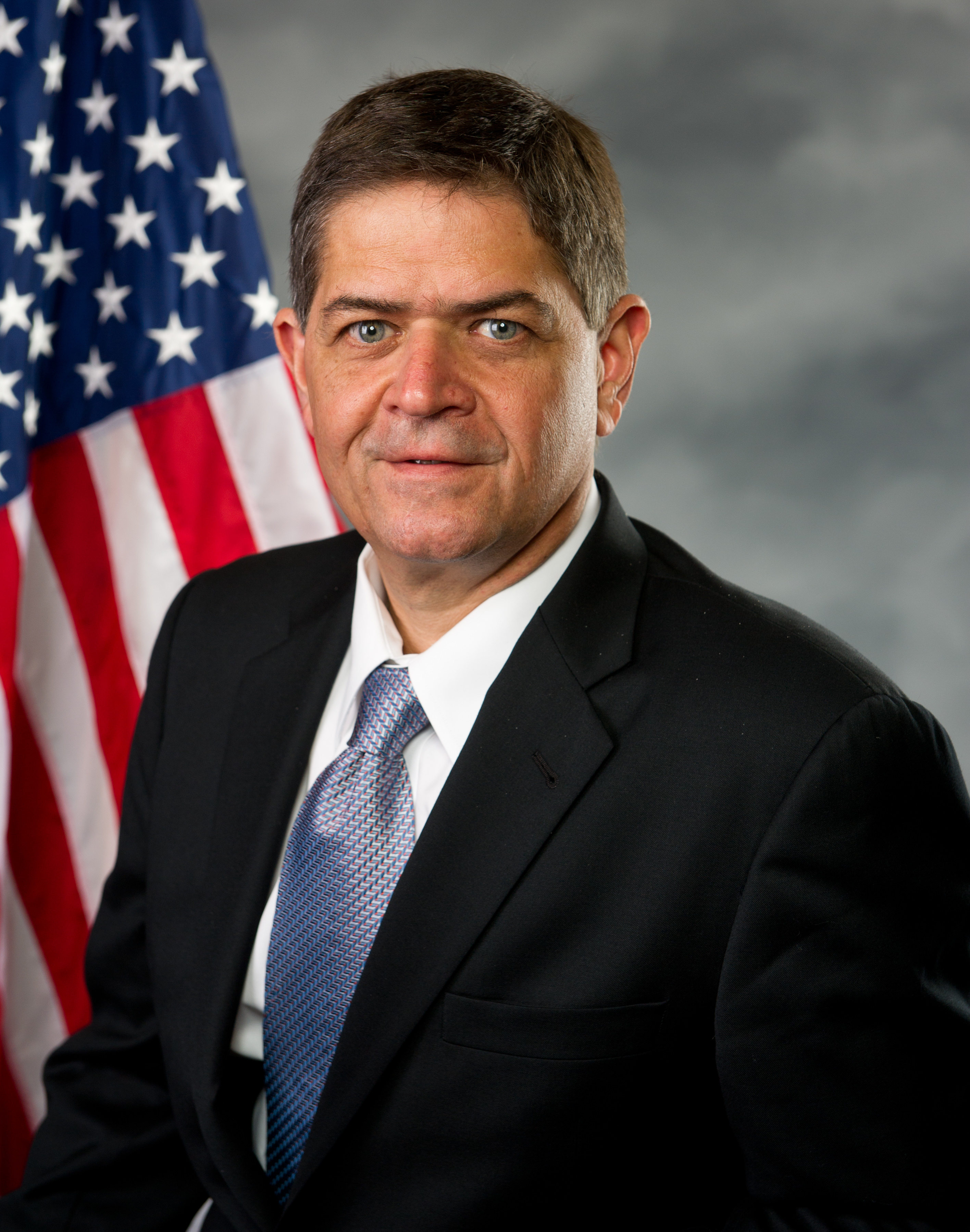
فیلمون ولا

فیلمون ولا (به انگلیسی: Filemon Vela) نمایندهٔ حوزه انتخابیه تگزاس از حزب دموکرات ایالات متحده آمریکا در مجلس نمایندگان ایالات متحده آمریکا است که برای نخستین‌بار در ۶ ژانویه ۲۰۱۳ میلادی به‌عضویت این مجلس درآمد.